# California (Schiff, 1923)
Die California (III) war ein 1923 in Dienst gestelltes Passagierschiff der britischen Reederei Anchor Line, das im transatlantischen Passagierverkehr von Großbritannien in die Vereinigten Staaten eingesetzt wurde. Am 11. Juli 1943 wurde die California vor der portugiesischen Küste bei einem Luftangriff in Brand gesetzt und sank am darauf folgenden Tag mit dem Verlust von 46 Menschenleben.

## Das Schiff
Das 16.792 BRT große Dampfturbinenschiff California wurde auf der Werft Alexander Stephen and Sons im Glasgower Stadtteil Linthouse für die britische Anchor Line gebaut. Sie war bereits das dritte Schiff der Reederei, das diesen Namen trug. Das 168,55 Meter lange und 21,46 Meter breite Schiff hatte drei Schornsteine, zwei Masten und zwei Propeller und konnte maximal 16 Knoten machen.
Der Kiel des Schiffs wurde im Oktober 1919 gelegt. Sie lief aber erst am 17. April 1923 vom Stapel und wurde im August 1923 fertiggestellt. Der Ozeandampfer konnte 251 Passagiere der Ersten Klasse, 465 der Zweiten Klasse und 1044 der Dritten Klasse befördern. Am 26. August 1923 lief die California zu ihrer Jungfernfahrt von Glasgow über Moville (Irland) nach New York aus. Zwischen 1924 und 1937 führte sie etwa 20 Überfahrten in der Wintersaison von Liverpool nach Bombay durch.
Mit Hinblick auf die Zunahme des internationalen Tourismus wurden die Passagierunterkünfte des Schiffs im Mai 1929 für 206 Reisende der Kabinenklasse, 440 in der Touristenklasse und 485 in der Dritten Klasse umgestaltet. Zwischen November 1937 und Februar 1938 absolvierte die California drei Truppenfahrten. Im Februar 1939 nahm sie ihren Dienst mit erneuerten Kabinen der Dritten Klasse, neuen Propellern und einer neuen Geschwindigkeit von 17 Knoten wieder auf. Am 4. August 1939 legte die California zu ihrer letzten Fahrt in Friedenszeiten von Glasgow nach New York und Boston zurück nach Moville und Glasgow ab.

## Zweiter Weltkrieg und Versenkung

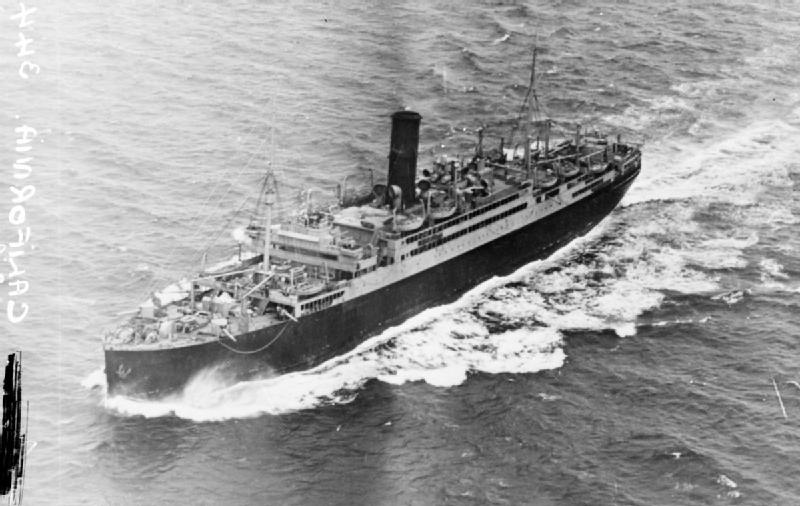
Während des Zweiten Weltkriegs (mit nur noch einem Schornstein).

Noch im selben Monat wurde der Ozeandampfer in einen bewaffneten Hilfskreuzer (Armed Merchant Cruiser) umgewandelt. Zuerst wurde der Hilfskreuzer bei der Northern Patrol eingesetzt. Dabei stoppte er am 18. November 1939 bei den Orkneys den deutschen Frachter Borkum (3670 BRT) des NDL, der jedoch auf dem Weg nach Kirkwall am 23. von U 33 angegriffen und in Brand geschossen wurde. Die brennende und verlassene Prise wurde zum Totalverlust.

1941 begleitete der Hilfskreuzer die Geleitzüge HX 115 ab dem 17. März, HX 121 ab dem 16. April, HX 128 ab dem 20. Mai, HX 136 ab dem 30. Juni (mit 287 Soldaten an Bord) und HX 145 ab dem 16. August.
Ab April 1942 wurde die California als Truppentransporter eingesetzt. Am 7. Juli 1943 lief ein kleiner Geleitzug mit der Bezeichnung Convoy Faith (dt. „Konvoi Glaube“) aus Glasgow ab, der Freetown in Sierra Leone als Ziel hatte. Dieser bestand aus dem Handelsschiff Port Fairy (8.072 BRT) der Commonwealth and Dominion Line, der Duchess of York der Canadian Pacific Steamship Company und der California der Anchor Line. Letztere beide dienten zu dem Zeitpunkt als Truppentransporter.
Am 9. Juli 1943 wurde in Greenock ein Zwischenstopp gemacht. Der Konvoi wurde von dem britischen Zerstörer Douglas und der Fregatte Moyola begleitet. Am Abend des 10. Juli kam etwa 500 Meilen westlich-südwestlich von Lands’ End der Zerstörer Iroquois hinzu.

Am Abend des 11. Juli 1943 wurde der Konvoi etwa 300 Seemeilen westlich von Vigo an der Nordwestküste Spaniens von drei Seeaufklärern des Typs Focke-Wulf Fw 200 („Condor“) des Kampfgeschwaders 40 angegriffen. Die Duchess of York und die California wurden von Bomben getroffen und gingen in Flammen auf. Beide Schiffe wurden von ihren Mannschaften verlassen. Am Folgetag, dem 12. Juli, wurden beide Schiffe von der Douglas versenkt, (Lage) um keine U-Boote anzulocken. An Bord der Duchess of York kamen 34 und an Bord der California 46 Menschen ums Leben.